# Forces armées en Guyane
Pour les articles homonymes, voir FAG.
Les Forces armées en Guyane (FAG) regroupent l'ensemble des unités militaires françaises stationnées en Guyane.

## Composition
Les FAG se composent de 2 300 militaires et civils de la Défense dont 1 600 permanents des trois armées (armée de terre, armée de l'air et de l'espace et marine nationale), hors service militaire adapté (SMA) et hors gendarmerie.
Composition en 2020 : 
- État major interarmées (EMIA) : 80 militaires, implanté à Cayenne
- Forces terrestres : 9e RIMa implanté à Cayenne, Saint-Jean-du-Maroni et Maripasoula, 3e REI implanté à Kourou, Régina (CEFE), Saint-Georges et Camopi, 1 350 militaires
- Forces aériennes : BA 367 implanté à Cayenne-Rochambeau et Kourou.
- Forces navales : base navale de Dégrad des Cannes, Kourou.
- Directions et services relevant du ministère de la Défense pour le soutien commun
  - Direction des commissariats d'outre-mer en Guyane (DICOM)
  - Direction d'infrastructure de la défense de Cayenne (DID)
  - Direction interarmées du service de santé en Guyane (DIASS)
  - Direction interarmées des réseaux d'infrastructure et des systèmes d'information (DIRISI)
  - Service de l'énergie opérationnelle (SEO)
- Service militaire adapté (SMA) : Régiment du Service Militaire Adapté de la Guyane (RSMA-Gy) implanté à Saint-Jean-du-Maroni avec un détachement à Cayenne (avant 2008 : 3e RSMA à Cayenne et GSMA à Saint-Jean-du-Maroni.
- Gendarmerie : commandement de la gendarmerie en Guyane française (COMGENDGF) implanté à Cayenne, 977 militaires répartis dans cinq escadrons dont deux pour la lutte contre l'orpaillage clandestin
- Personnel civil : 200 personnes

## Commandement
Les FAG sont placées sous la responsabilité d'un Commandant supérieur (COMSUP FAG), qui est lui-même sous le commandement opérationnel du chef d'état-major des armées. Le Commandant supérieur est un officier général de l'armée de l'air et de l'espace qui a habituellement le grade de général de division. Il s'agit actuellement du général Xavier Buisson. Il est secondé par deux adjoints : l'un de la marine, l'autre de l'armée de Terre et dispose d’un état major interarmées.

## Soutien
La base de défense de Guyane et le groupement de soutien de la base de Guyane ont été créés le 1er janvier 2011. Ils assurent les missions de soutien au profit des Forces armées en Guyane. Le soutien commun et l’administration générale sont assurés par le Groupement de Soutien de la Base de Défense – Guyane (GSBdD).

## Dispositif

### Armée de Terre

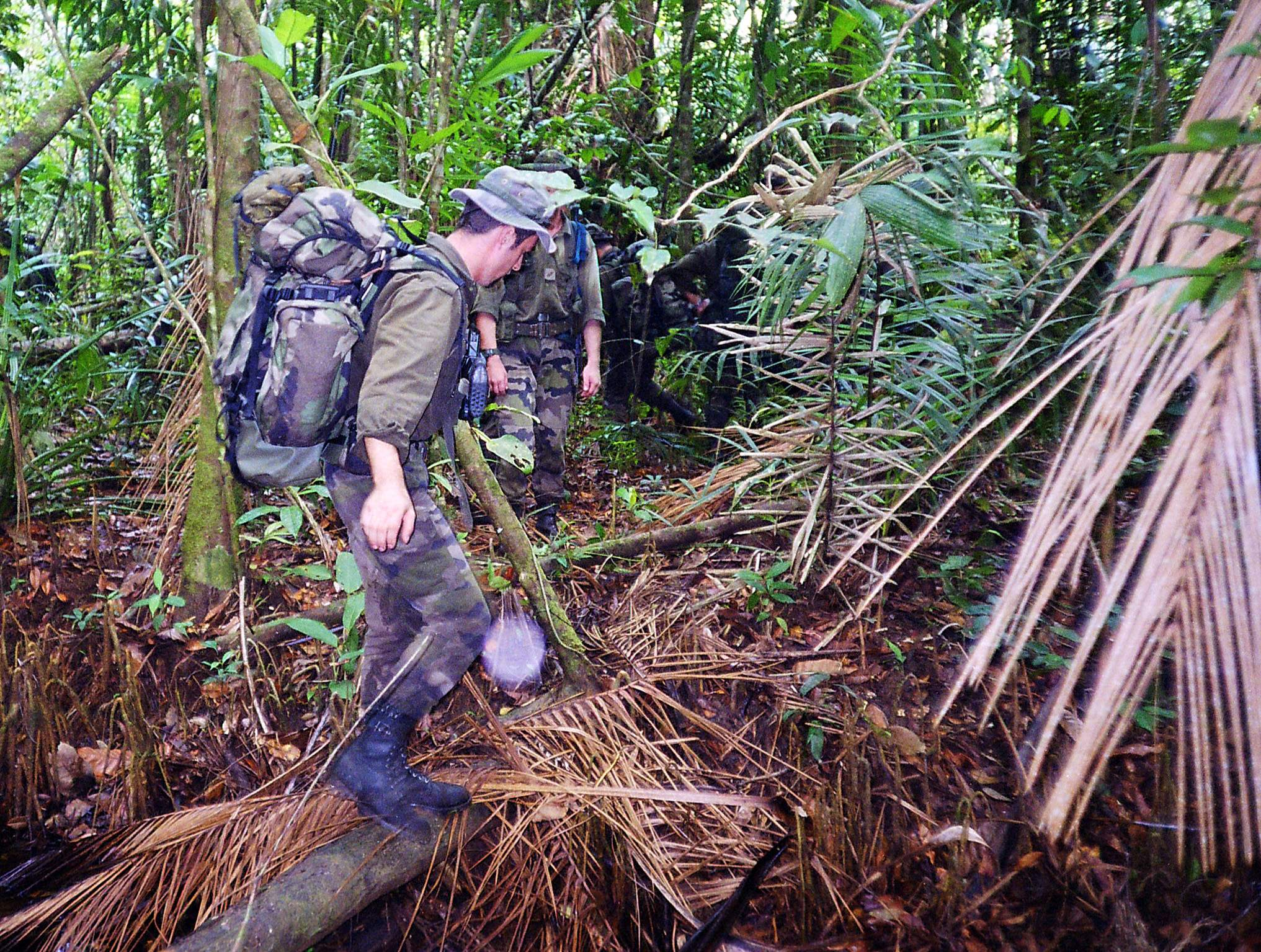
Progression en forêt au 3e régiment étranger d'infanterie.

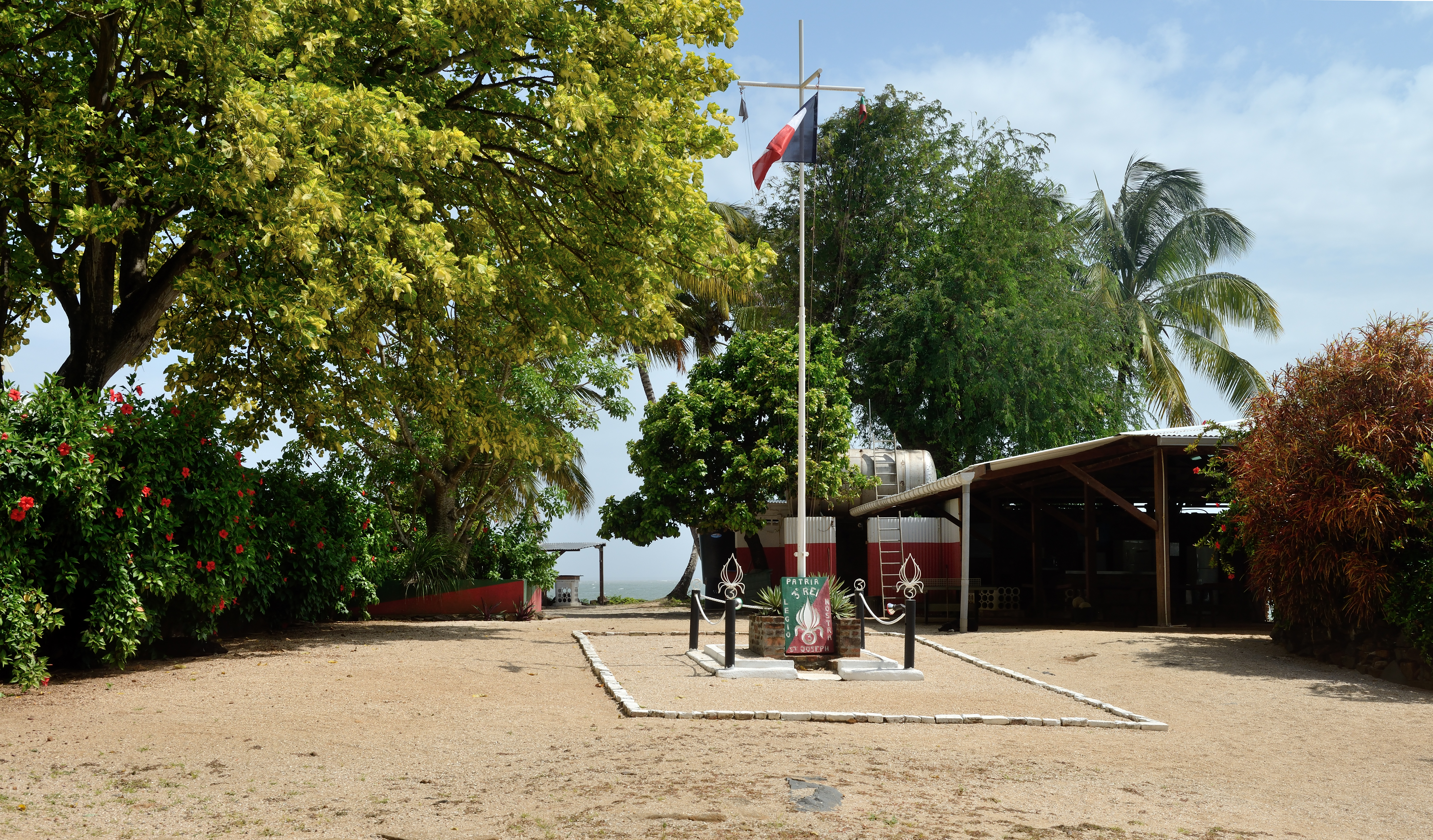
Le 3e REI sur l'Île Saint-Joseph.

L'armée de terre est représentée en Guyane par deux régiments d'infanterie spécialisés dans le combat en milieu équatorial. Le 9e régiment d'infanterie de marine (9e RIMa), dont le PC est implanté à Cayenne, assure  la mission de souveraineté sur la moitié ouest du département dans une zone d'accès difficile de plus de 45 000 km2. Le régiment, composé de militaires en mission de longue durée (MLD) et en mission de courte durée (MCD), comprend six compagnies :
- Une compagnie d'infanterie permanente (1re Cie), créée en 2010
- Une compagnie d'infanterie en MCD (2e Cie), implantée sur la base opérationnelle avancée (BOA) de Maripasoula
- Une compagnie du génie en MCD (3e Cie), implantée sur la BOA de Saint-Jean-du-Maroni
- Une compagnie de commandement d'appui et de logistique au quartier de la Madeleine à Cayenne
- Une compagnie de maintenance au quartier de la Madeleine à Cayenne
- Une compagnie d'infanterie de réserve

Le 9e RIMa s’appuie également sur un certain nombre de postes de contrôle fluvial temporaires (PCF-T) et de postes opérationnels avancés temporaires (POA-T) répartis dans tout l'Ouest guyanais. Ce dispositif se caractérise sur le terrain par des distances importantes et des voies de communication limitées.
Dans le cadre du protocole « Toucan » signé entre le COMSUP et le préfet de la région Guyane, le 9e RIMa appuie et soutient les services publics engagés dans la lutte contre l'orpaillage illégal (opération Harpie). Le régiment appuie et soutient la gendarmerie dans les missions d'interdiction des axes fluviaux, de contrôle de zone dans la profondeur, de destruction des sites illégaux tout en renseignant en permanence sur sa zone de responsabilité.
Le 3e régiment étranger d'infanterie (3e REI), implanté à Kourou, Saint-Georges et Régina où se trouve le Centre d'entraînement à la forêt équatoriale (CEFE). Il se compose de 485 hommes (permanents) et 162 hommes en mission de courte durée (MCD) repartie en cinq compagnies :
- Une compagnie de commandement et de soutien (CCS) : comporte notamment une section d’aide à l’engagement débarqué ainsi qu’un appui nautique spécifique. Cette compagnie est également responsable du Centre d'entraînement à la forêt équatoriale (CEFE) et de deux postes permanents (BOA) installés le long du fleuve Oyapock, frontière avec le Brésil.
- Deux compagnies d’infanterie légion (2e et 3e Cies) : mènent des missions de surveillance, de renseignement et de contrôle de zone dans le cadre des deux missions principales du régiment, l'opération Titan et l'opération Harpie
- Une compagnie d’appui : constituée d’une batterie sol-air Mistral provenant d’un des régiments d’artillerie de métropole. Elle participe plus particulièrement à la protection de l’espace aérien du Centre spatial guyanais dans le cadre de l'opération Titan.
- Une compagnie d’infanterie de réserve : intégrée au régiment elle participe à l’ensemble de ses missions.

### Armée de l'air et de l'espace

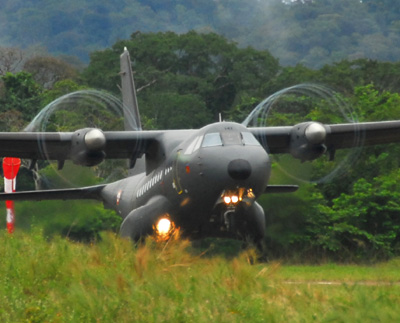
Un Casa de escadron de transport Antilles-Guyane au décollage à Maripasoula.

L'Armée de l'air et de l'espace dispose de la base aérienne 367 « capitaine Massé », à Matoury sur le site de l'aéroport Cayenne-Félix Éboué. L'escadron de transport Antilles-Guyane y est stationné. Il est composé de :
- Trois avions de transport tactique CN-235 CASA.
- Cinq hélicoptères de manœuvre SA330 Puma et de quatre A550 Fennec.

L'armée de l'air et de l'espace  dispose également en Guyane du centre de contrôle radar militaire (CCM 06.967) implanté dans le périmètre du Centre spatial guyanais à Kourou.

### Forces maritimes

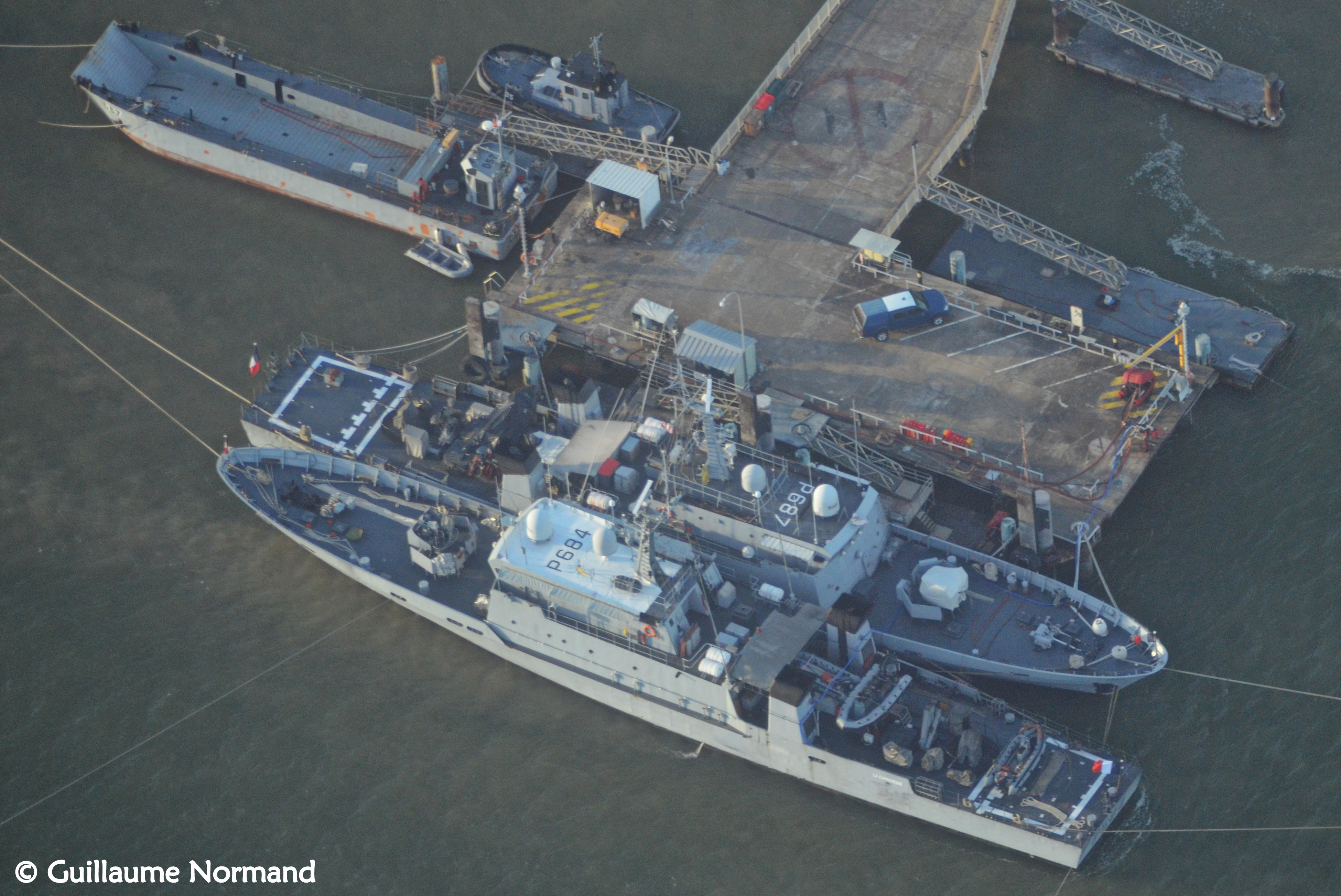
Les patrouilleurs de classe P400 La Capricieuse (P684) et La Gracieuse (P687), désarmées en 2017, le chaland de transport de matériel Anne-Marie D57 du RT (alors basé à Kourou), et le pousseur de port type PS4 B no 35 à la base navale Dégrad-Des-Cannes en 2014.

Les forces navales disposent de la base navale du Dégrad des Cannes et utilisent ponctuellement les installations du port de Pariacabo à Kourou. Marine nationale : 
- Deux patrouilleurs de type patrouilleurs Antilles-Guyane (PAG) :
  - La Confiance (P733) lancée en 2015 et entrée en service en 2016.
  - La Résolue (P734) entrée en service en 2017.
- Une embarcation remonte filets (ERF) :
  - La Caouanne (Y690) lancée en 2014 et entrée en service en 2015, pour la lutte contre la pêche illégale.
- Bâtiment de soutien : un pousseur de port de type PS4 B[2]
  - Le no 35 admis au service actif en 1996.

Gendarmerie maritime :
- Deux vedettes côtières de surveillance maritime (VSCM) lancées en 2004, admises au service actif en 2005 et disposant chacune d'un équipage de huit gendarmes maritimes :
  - La Mahury (P623) basée à Dégrad des Cannes
  - L'Organabo (P624) basé à Kourou

## Missions

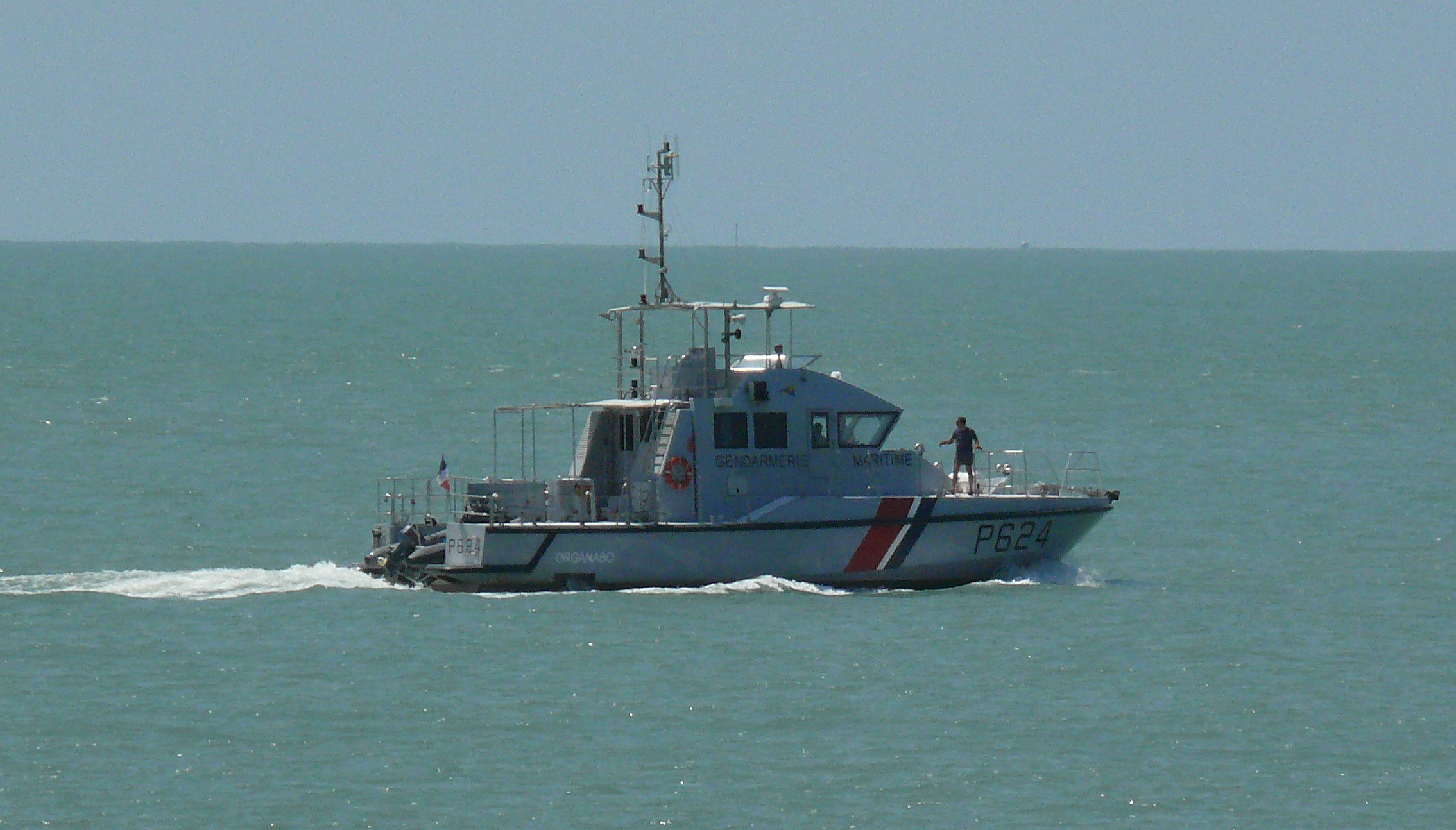
La VSCM Organabo (P624) passant à proximité de l'Île Royale en 2007.

- Protection du territoire national et maintien de la sécurité dans la zone de responsabilité Antilles-Guyane.
- Assurer le maintien diplomatique et sécurité de la zone de responsabilité permanente (ZRP) allant du Mexique au Brésil en passant par l'arc Caribéen.
- Participer à la sécurité du Centre spatial guyanais (CSG) dans le cadre de l'opération Titan.
- Préservation des intérêts de la France dans la zone.
- Surveiller les pêches et conduire l'action de l'état en mer dans la ZEE.
- Lutter contre l’orpaillage illégal dans le cadre de l'opération Harpie.
- Conduire ou participer à une opération militaire.
- Secourir les populations en cas de catastrophes naturelles ou de situations humanitaires graves dans la zone.
- Coopérer avec les États de la zone.

Par ses moyens maritimes et aériens, les FAG sont les principaux moyens de l'action de l’État en mer (AEM). Les autres administrations disposant de moyens en mer, outre la marine et la gendarmerie maritime, sont le service départemental d’incendie et de secours (SDIS) (jet-skis et petits bateaux d’intervention pour le sauvetage côtier), la brigade nautique (BN) de la gendarmerie (jet-skis et embarcations d’intervention rapide), les affaires maritimes (petite vedette pour des contrôles côtiers) et la direction régionale des garde-côtes Antilles – Guyane (une vedette pour des interventions jusqu’à 20 nautiques, l'Alisée (DF 45), le service des phares et balises (deux vedettes de balisage Ti Cayenne et Ti Connetable), mais aussi la station de Kourou de la société nationale de sauvetage en mer (SNSM) (1 vedette, Argos (SNS 457)). La coopération s'effectue également avec la section aérienne de la gendarmerie (SAG) de Cayenne (deux hélicoptères), la sécurité civile (l'hélicoptère Dragon 973) et le Centre secondaire de sauvetage en mer de Guyane (MRSC Cayenne), l’antenne à Cayenne du Centre régional opérationnel de surveillance et de sauvetage en mer Antilles – Guyane (CROSS AG), basé à Fort-de-France.

## Opérations accomplies par les Forces armées en Guyane
- Opération Pauline : évacuation de ressortissants européens en Haïti, 1994.
- Opération Carbet : mission de protection et d’évacuation de ressortissants en Haïti en 2005.
- Opération Harpie : lutte contre l'orpaillage illégal en Guyane depuis 2008.

## Autres unités militaires en Guyane
Un certain nombre de personnels de statut militaire servent en Guyane sans appartenir directement aux Forces armées en Guyane. Il s'agit :
- des volontaires stagiaires/techniciens et des cadres de l'Armée de terre du régiment du service militaire adapté de la Guyane (RSMA-Guyane) basé à Saint-Laurent du Maroni, au quartier du général NEMO, avec une compagnie au quartier FELIX EBOUE, à Cayenne. Le RSMA-Guyane est issu de la fusion, en 2008, du 3e RSMA alors stationné à Cayenne et du GSMA stationné à Saint-Jean du Maroni.
- des artificiers du Service interarmées des munitions (SIMu) du dépôt Munitions en Guyane.
- des éléments de la Gendarmerie nationale en Guyane.
- des membres de l'Unité élémentaire spécialisée (UES) des sapeurs pompiers de Paris basée à Kourou, en protection du personnel et des biens du Centre spatial guyanais[5].
- des membres des Formations Militaires de la Sécurité Civile (FORMISC) appartenant à la Direction générale de la sécurité civile et de la gestion des crises (DGSCGC) basés au sein de la Préfecture de Cayenne.

### Gendarmerie nationale

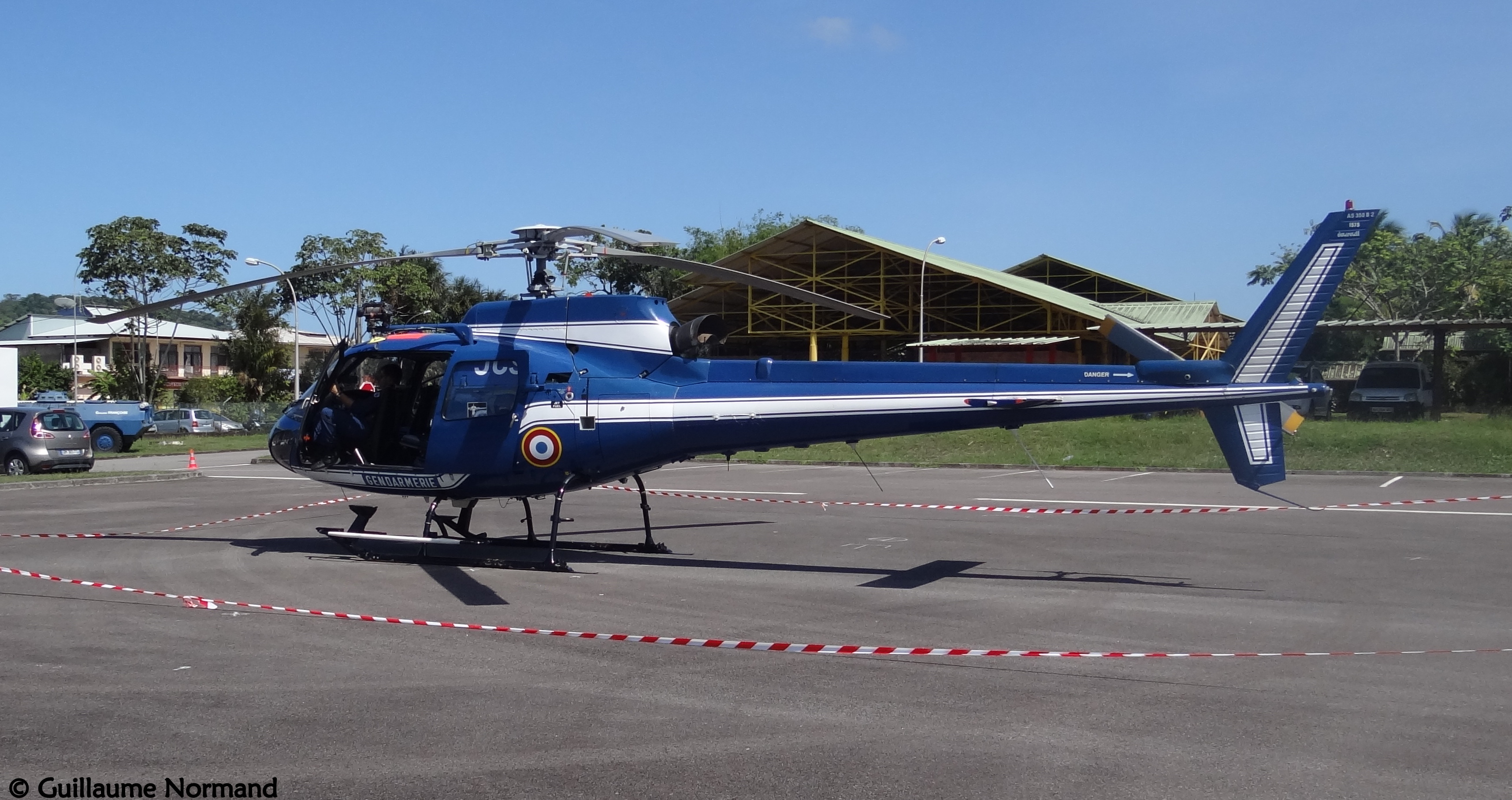
Un AS350 Écureuil de la SAG de Cayenne exposé à la caserne de La Madeleine à Cayenne en 2013.

La gendarmerie nationale est gérée en Guyane par le commandement de la gendarmerie (COMGEND) en Guyane – dépendant du commandement de la gendarmerie outre-mer (CGOM) – dont le quartier général est à Cayenne. Crée le 1er septembre 1999, il est issu de la dissolution de la Légion de gendarmerie des Antilles-Guyane. Le commandant de la gendarmerie de Guyane est à la fois commandant de région et commandant du groupement départemental.
Le COMGEND de Guyane comprend quelque 470 gendarmes départementaux, renforcé pour l’exécution de ses missions par six escadrons de gendarmerie mobile (EGM) représentant environ 450 personnes, ainsi que des employés civils. Ses différentes unités sont : la gendarmerie départementale, la gendarmerie mobile, la Garde Républicaine, les formations spécialisées de gendarmerie (maritime (GMar), de l'air et de l'espace (GAE), des transports aériens (GTA), de armement (GArm), de la sécurité des armements nucléaires (GSAN)), les formations prévôtales, les organismes d’administration et de soutien, les organismes de formation du personnel.
Le commandement de la gendarmerie de Guyane est composé de :
- L'État-major, implanté à Cayenne (caserne de La Madelaine)
- Une Section de recherches (SR) à Cayenne,
- Une Antenne GIGN de Guyane (GIGG) à Cayenne,
- Une Brigade départementale de renseignements et d'investigations judiciaires (BDRIJ) à Cayenne,
- Une section aérienne gendarmerie (SAG Guyane) à Cayenne-Rochambeau, dotée de deux hélicoptères AS350 Écureuil et EC145,
- Une brigade de Gendarmerie des transports aériens (BGTA) à Cayenne-Rochambeau,
- Une Brigade nautique (BN) de Matoury, dotée de jet-skis et d’embarcations d’intervention rapide,
- Trois compagnies (Matoury, Kourou et Saint-Laurent-du-Maroni) regroupant 
  - Seize brigades territoriales,
  - Trois Brigades motorisées (Bmo),
  - Trois Brigade de recherches (BR),
  - Trois Pelotons de surveillance et d’intervention de la gendarmerie (PSIG),
- Six Escadrons de gendarmeries mobiles (EGM), relevés tous les trois mois
  - Détachements de surveillance et d’intervention (DSI) Kourou
  - DSI Matoury
  - Peloton détaché au poste de contrôle routier d’Iracoubo
  - Renforceront d'unités : PSIG de Kourou, brigade de Sinnamary et Iracoubo, poste provisoire de Saint-Élie, la brigade nautique de Matoury et quelques services logistiques du groupement de gendarmerie de Cayenne.

Depuis 2008, elle mène l'opération Harpie conjointement avec les forces armées en Guyane pour lutter contre l'orpaillage illégal en Guyane.